# Ліа (співачка)
У цьому корейському імені прізвище (Чхве) стоїть перед особовим ім'ям.
Ліа (кор. 리아), справжнє ім'я Чхве Джі Су (кор. 최지수, 崔智壽; нар. 21 липня 2000, Інчхон, Південна Корея) — південнокорейська співачка, учасниця південнокорейського гурту Itzy.

## Біографія і кар'єра

### 2000—2018
Чхве Джісу народилася 21 липня 2000 року у Інчхоні, Південна Корея.
Джісу протягом трьох років жила в Торонто, Канада. Навчалася в школі SOPA, Чеджу та академії Dream Vocal.
У віці 14 років прослуховувалася в SM Entertainment, де проходила стажування упродовж двох років, але контракт так і не підписала.

### 2019
12 лютого 2019 Ліа дебютувала як учасниця дівочого гурту Itzy з сингл-альбомом It'z Different.